# Gelochelidon
Genre
Gelochelidon est un genre d'oiseaux de la famille des Laridae.

## Liste d'espèces
D'après la classification de référence (version 14.1, 2024) de l'Union internationale des ornithologues, il y a 2 espèces du genre Gelochelidon (ordre philogénique) :
- Gelochelidon nilotica (Gmelin, JF, 1789) – Sterne hansel ;
- Gelochelidon macrotarsa (Gould, 1837) – Sterne à longues pattes.